# Маргаширша
Маргаширша (санскр. मार्गशीर्ष, IAST: mārgaçīrṣa), или аграхаяна — месяц индуистского календаря. В едином национальном календаре Индии маргаширша является девятым месяцем года, начинающимся 22 ноября и оканчивающимся 21 декабря. В нём 30 дней. Название «маргаширша» произошло от накшатры Мригаширша.
В солнечных религиозных календарях месяц маргаширша начинается со вхождения Солнца в созвездие Скорпиона и считается восьмым месяцем в году.
В экадаши этого месяца проходит праздник Вайкунтха-экадаши.